# Záviš Bochníček
Záviš Bochníček (20. dubna 1920, Praha – 23. února 2002, Bratislava) byl český astronom, který působil dlouhou dobu na Slovensku. Působil na Univerzitě Komenského v Bratislavě, v letech 1956 – 1958 byl ředitelem Astronomického ústavu SAV. Zabýval se zejména fotografickým sledováním družic a výpočtem jejich drah, objevil dvě novy, z toho jednu jako šestnáctiletý. Známý byl hlavně jako popularizátor astronomie a kosmonautiky. Je po něm pojmenována planetka (15053) Bochníček.